# 燦櫻鮨
燦櫻鮨（学名：Sacura speciosa），又稱燦珠斑花鱸，為輻鰭魚綱鱸形目鱸亞目鮨科的其中一種，分布於中西太平洋的印尼海域，棲息深度可達150公尺，體長可達9.6公分，生活在珊瑚礁區，為底棲性魚類，屬肉食性，生活習性不明。
其种加词“speciosa”意为“外表美丽的”。